# Thrinax
För insektssläktet, se enda arten Thrinax contigua.
Thrinax är ett släkte av enhjärtbladiga växter. Thrinax ingår i familjen Arecaceae.
Kladogram enligt Catalogue of Life:
| Thrinax | \| \| Thrinax excelsa \| \| \| \| \| \| Thrinax parviflora \| \| \| \| \| \| Thrinax radiata \| \| \| \| |
|         | \| \| Thrinax excelsa \| \| \| \| \| \| Thrinax parviflora \| \| \| \| \| \| Thrinax radiata \| \| \| \| |
|         | Thrinax excelsa                                                                                          |
|         | |
|         | Thrinax parviflora                                                                                       |
|         | |
|         | Thrinax radiata                                                                                          |
|         | |

## Bildgalleri

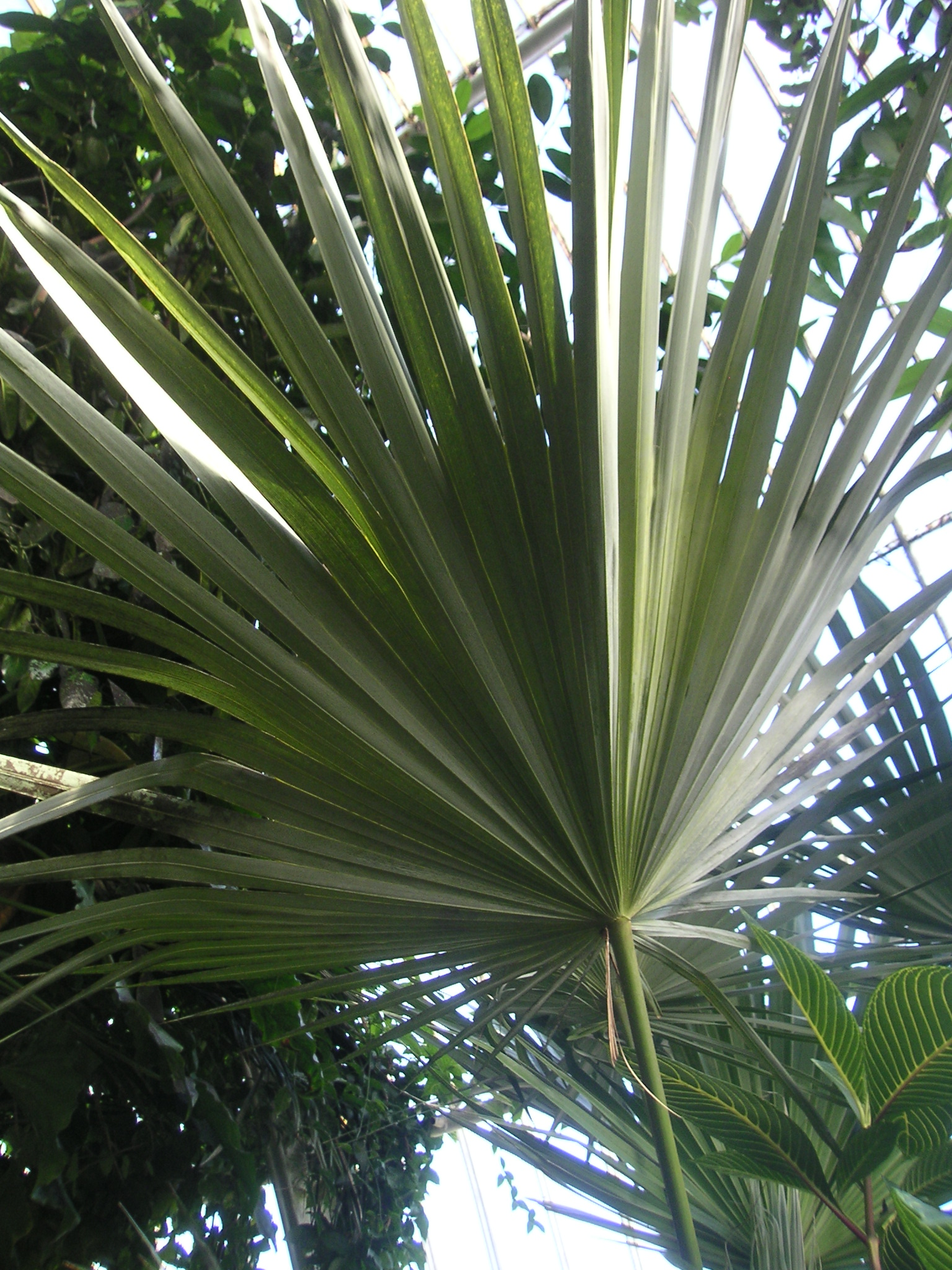
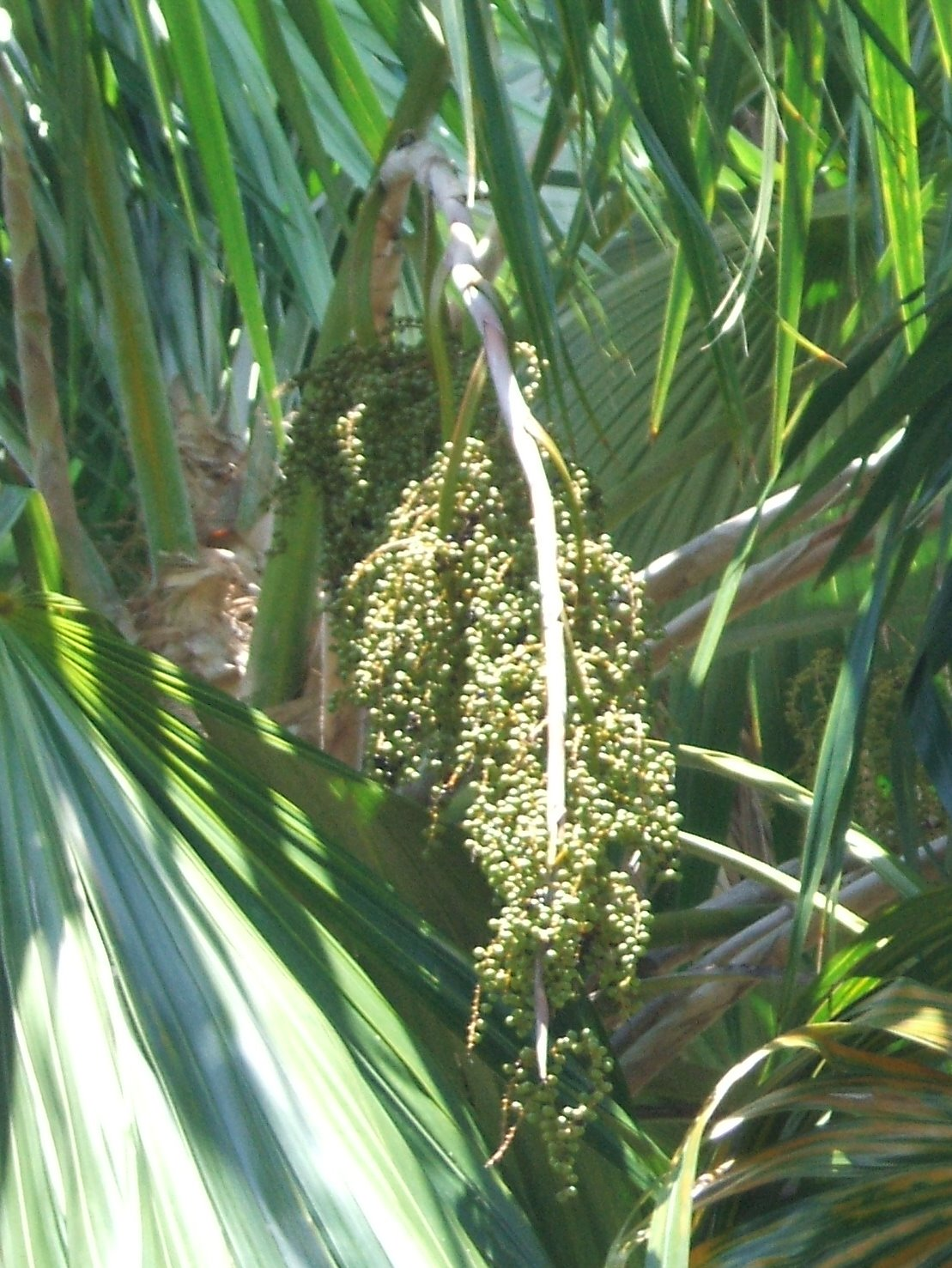